# Álvaro Manrique de Zúñiga
Pour les articles homonymes, voir Manrique et Zúñiga.
Álvaro Manrique de Zúñiga, premier marquis de Villamanrique (en espagnol: Don Álvaro Manrique de Zúñiga, primer marqués de Villamanrique) (né en 1525 - mort en 1604, en Espagne) est un noble espagnol du XVIe siècle qui est le septième Vice-roi de Nouvelle-Espagne du 17 octobre 1585 au 26 janvier 1590.